# 俞觉敏
俞觉敏（1960年5月11日—），浙江绍兴人，前任中國國家女子排球隊主教练。因态度温和，人缘甚佳，而有“绍兴师爷”的绰号。

## 簡歷
俞觉敏曾是浙江男排及国家男排的主力队员，国家隊生涯的最好成绩，是在1984年洛杉矶奥运会上以主力球员身份取得第八名。
1989年，俞觉敏在退役後先後担任过浙江男排的助理教练和主教练；至2005年升任中國國家女子排球隊助理教练，曾辅助陈忠和、蔡斌与王宝泉三位主教练。
2010年8月，王宝泉请辞；国家体育总局排管中心力邀郎平和陈忠和出山被拒，遂安排俞觉敏升任主教练。俞觉敏升任主帅後首項賽事，是带队出戰江苏太仓舉行的第2届女排亚洲杯。
2011年，俞觉敏率领中國國家女子排球隊贏得亞洲排球錦標賽冠軍和世界盃女子排球賽季军，成功取得到伦敦奥运会的参赛资格。